# 2011 au Nigeria
2009 au Nigeria - 2010 au Nigeria - 2011 au Nigeria - 2012 au Nigeria - 2013 au Nigeria
 2009 par pays en Afrique - 2010 par pays en Afrique - 2011 par pays en Afrique - 2012 par pays en Afrique - 2013 par pays en Afrique] -

## Chronologie

### Janvier 2011
- Samedi 1er janvier 2011, État de Borno : Dans la soirée, une église de Maiduguri a été incendiée sans faire de blessés. Les autorités soupçonnent la secte islamiste Boko Haram[1].

- Vendredi 14 janvier 2011 : Le président sortant, Goodluck Jonathan, un chrétien du Sud, a remporté les primaires du parti au pouvoir pour la désignation de son candidat à l'élection présidentielle d'avril, distançant son rival, l'ex-vice-président Atiku Abubakar. Il avait pris ses fonctions en mai 2010 après la mort de maladie de son prédécesseur Umaru Yar'Adua[2].

- Lundi 17 janvier 2011, État de Plateau : Nouveaux affrontements entre musulmans et chrétiens à l'occasion des inscriptions sur les listes électorales à Jos. Trois personnes ont été tuées — un employé de la commission électorale et deux chrétiens — et une mosquée a été détruite. Deux soldats ont été blessés au cours des affrontements[3].

- Lundi 24 janvier 2011 : Le ministre nigérian des Affaires étrangères, Odein Ajumogobia, demande au Conseil de sécurité de l'ONU « une résolution spécifique du Conseil de sécurité des Nations unies pour valider l'usage de la force » pour chasser Laurent Gbagbo du pouvoir en Côte d'Ivoire, mais « en dernier recours ». Le Nigeria préside actuellement la Communauté économique des États de l'Afrique de l'Ouest. Selon lui, la grave crise actuelle en Côte d'Ivoire pourrait déboucher « sur une véritable guerre civile [...] précipitée par le seul Laurent Gbagbo »[4].

- Jeudi 27 janvier 2011 : Des affrontements nocturnes « à Tafawa Balewa entre jeunes chrétiens et musulmans » ont fait quatre morts et entraîné la destruction par incendie de 5 mosquées et 50 maisons[5].

- Samedi 29 janvier 2011, État de Plateau : Des violences entre membres des communautés chrétienne et musulmane ont fait au moins un mort et au moins 24 blessés dans la ville de Jos. La veille, trois étudiants chrétiens avaient été attaqués au couteau par des musulmans qui revenaient de funérailles[6].

- Dimanche 30 janvier 2011 :
  - État de Plateau : Des affrontements entre membres des communautés chrétienne et musulmane ont fait au moins 15 morts à Jos. Certains ont été tués par des coups de machettes, d'autres par des tirs de fusils, d'autres encore brûlés.
  - État de Borno : Des affrontements entre membres d'une secte islamiste et policiers ont fait 3 morts dont un policier.

### Février 2011
- Samedi 12 février 2011, Delta du Niger : 11 personnes ont été tuées, dont des femmes, et 29 autres ont été blessés dans un mouvement de foule lors d'un rassemblement politique, dans un grand stade de la ville pétrolière de Port Harcourt, du président Goodluck Jonathan en vue des élections générales d'avril[7].

- Mardi 22 février 2011 : L'attaque d'un village du centre fait 12 morts[8].

- Lundi 28 février 2011, État de Plateau : Dans la nuit, l'attaque du village chrétien de Dabwak fait au moins 5 morts (une mère et quatre de ses enfants). La communauté peule (anglais : Fulani ; peul : Fulɓe) est soupçonnée d'être responsable de l'attaque[9].

### Mars 2011
- Jeudi 3 mars 2011 : 3 morts et 21 blessés dans un attentat contre un meeting électoral du parti présidentiel[10].

- Mercredi 9 mars 2011 : L'Union européenne annonce l'envoi de 120 observateurs pour suivre les prochaines élections législatives (2 avril) et présidentielle (9 avril), alors que 73,5 millions d'électeurs vont y participer. Le pays connaît usuellement de nombreuses violences qui ont fait des dizaines de morts[11].

- Dimanche 13 mars 2011 :
  - Selon l'ONG Human Rights Watch, plus de 50 personnes ont été tuées depuis novembre lors de violences préélectorales au Nigeria. Elle demande la création d'une commission spécialisée dans les violences électorales, chargée d'enquêter et de poursuivre les auteurs de violences ou d'actes d'intimidation, de corruption, de vols de matériel électoral ou de falsification des résultats.
  - Un responsable religieux musulman, Ibrahim Abdullahi Bolori, très critique envers la secte islamiste Boko Haram, a été abattu devant chez lui dans la soirée, à côté d'une mosquée, à Maiduguri (nord-est), par des hommes armés circulant en voiture[12].

- Vendredi 18 mars 2011 : Selon Amnesty International, plus de 200 personnes ont été tuées dans des violences intercommunautaires et religieuses depuis la fin décembre dans l’État du Plateau où cohabitent chrétiens et musulmans. « Les autorités nigérianes n'ont pas réussi à déférer les suspects devant la justice », 17 personnes seulement ont été condamnées dans cet État et 63 suspects y ont été inculpés. Amnesty met en cause le système judiciaire du Nigeria, qui manque de ressources et souffre de la corruption selon l'ONG, et « contribue à la culture de l'impunité », « après chaque crise, l’État fédéral et les autorités régionales ne prennent pas les mesures pour éviter de nouveaux affrontements violents et protéger les personnes »[13].

- Jeudi 30 mars 2011 : 2 bombes ont été découvertes à Katsina et ont pu être désamorcées dans la salle d'une réunion électorale du candidat à la présidentielle Muhammadu Buhari[14].

### Avril 2011
- Samedi 2 avril 2011 :
  - Les élections législatives prévues aujourd'hui sont repoussées à lundi en raison d'importants problèmes d'organisation[15].
  - État de Plateau : L'accident d'un camion-citerne fait une cinquantaine de morts près de Bauchi[16].

- Dimanche 3 avril 2011 : Le président de la commission électorale annonce le report de toutes les élections au 9 (sénat et chambre des représentants), 16 (présidentielle) et 26 avril (gouvernorats et assemblées régionales), du fait de multiples problèmes d'organisation[17].

- Vendredi 8 avril 2011,  : 4 morts dans l'attaque d'un poste de police de la ville de Shani (État de Borno) et 5 morts dans un attentat contre un bureau électoral près d'Abuja[18].

- Jeudi 14 avril 2011 : Depuis 5 jours, au moins 35 personnes ont été tuées dans des attentats à la bombe et d'autres violences [19].

- Vendredi 15 avril 2011 : Attentat à l'explosif à Maiduguri dans la soirée.

- Samedi 16 avril 2011 : Dans la nuit, attentat à la bombe contre un centre de collecte des résultats électoraux à Maiduguri (nord-est)[20]. Le principal candidat de l'opposition, Muhammadu Buhari, dénonce des premières fraudes électorales[21].

- Dimanche 17 avril 2011 :
  - Attentat à l'explosif dans un hôtel de Kaduna.
  - Le président Goodluck Jonathan a suspendu le ministre de l'intérieur Emmanuel Iheanacho « après un nombre d'erreurs dans la conduite politique de son ministère en raison de son comportement personnel et officiel » et l'a remplacé par le ministre du travail.
  - Les émeutes dans le nord ont provoqué le déplacement de plus de quinze mille personnes et fait au moins trois cent soixante-deux blessés[22].

- Lundi 18 avril 2011 :
  - Le président Goodluck Jonathan, un chrétien sudiste, a été réélu président du Nigeria avec 57 % des votes exprimés (22,5 millions des voix) contre 31 % pour son rival Muhammadu Buhari un ancien chef d'État militaire (12,2 millions des voix)[23].
  - Les émeutes qui ont éclaté dans le nord à dominante musulmane ont provoqué la fuite de plus de 15 000 personnes et fait au moins 276 blessés, notamment dans l’État de Kano et dans celui de Kaduna[24]. Elles se sont étendues dans les États de Sokoto, de Bauchi et de Gombe (centre-nord). Les résultats proches de 100 % dans certains États du Sud en faveur de Goodluck Jonathan font douter de la crédibilité de l'élection[25].

- Mardi 19 avril 2011 : le ministre de l'Intérieur Emmanuel Iheanacho est renvoyé à la suite des violences meurtrières post-électorales, « après un nombre d'erreurs dans la conduite politique de son ministère en raison de son comportement personnel et officiel »[26].

- Mercredi 20 avril 2011 : le nombre de déplacés liés aux émeutes est de quelque 40 000 personnes, plus de 200 morts et 410 blessés. Les émeutes ont affecté 14 des 36 États[27],[28].

- Jeudi 21 avril 2011 : les élections provoquent une vague de violences[29]. Le nouveau président Goodluck Jonathan estime que les émeutes actuelles et les « actes de désordre sont de tristes réminiscences des événements qui ont plongé notre pays dans trente mois d'une regrettable guerre civile » entre 1967 et janvier 1970, dits guerre du Biafra qui a fait plus d'un million de morts[30].

- Samedi 23 avril 2011 : l'explosion d'une bombe artisanale à Kaduna a fait un mort et trois blessés graves. Les victimes étaient en train de la fabriquer et trois autres étaient en préparation[31].

- Dimanche 24 avril 2011 : les violences intercommunautaires à la suite de l'élection présidentielle ont fait au moins 516 morts selon l'ONG Civil Rights Congress. Beaucoup de personnes ont trouvé la mort dans les localités à dominante chrétienne de Zonkwa, Zangon-Kataf et Kafanchan. Selon la Croix-Rouge, les violences ont déjà provoqué de déplacement de quelque 74 000 personnes[32].

### Mai 2011
- Mardi 3 mai 2011 : La mort annoncée d'Oussama ben Laden a provoqué des réactions de panique chez les populations chrétiennes du nord du Nigeria qui se sont réfugiés en masse dans les casernes de police et de gendarmerie[33].

- Vendredi 6 mai 2011, État de Bauchi : 16 chrétiens auraient été tués et 20 maisons incendiées dans l'attaque du village de Kurum[34].

- Samedi 7 mai 2011, État de Bauchi : Au moins 16 personnes auraient été tuées et une quinzaine de maisons incendiées dans l'attaque du village de Tafawa Belawa[35].

- Lundi 16 mai 2011 : Selon l'ONG Human Rights Watch, plus de 800 personnes auraient été tuées dans douze États du Nord dans les trois jours d'émeutes qui ont suivi la présidentielle du 16 avril dernier. Les affrontements ont opposé communautés d'ethnies et religions différentes. Des églises, mosquées et maisons ont aussi été incendiés lors des violences[36].

### Août 2011
- 26 août : attentat d'Abuja.